# Friedrich Heinrich Jacobi
Friedrich Heinrich Jacobi (ur. 25 stycznia 1743 w Düsseldorfie, zm. 10 marca 1819 w Monachium) – niemiecki filozof i pisarz.
W latach 1807–1812 był prezesem akademii nauk w Monachium, należał do ruchu społeczno-politycznego Sturm und Drang. Głosił "filozofię wiary i uczucia", w której za jedyne źródło poznania uznawał odczucie intuicyjne.

## Powieści
- 1775: Aus Eduard Allwills Papieren,
- 1779: Woldemar.